# 1 the Road (novela)
1 the Road es una novela experimental compuesta por inteligencia artificial (IA). Emulando On the Road de Jack Kerouac, Ross Goodwin condujo de Nueva York a Nueva Orleans en marzo de 2017 con una IA en una computadora portátil conectada a varios sensores, cuya salida la IA convirtió en palabras que se imprimieron en rollos de papel de recibo . La novela fue publicada en 2018 por Jean Boîte Éditions.Goodwin dejó el texto sin editar. Aunque sentía que la prosa era "entrecortada" y contenía errores tipográficos, quería presentar el texto generado por máquina palabra por palabra, para futuros estudios. La historia comienza: "Eran las nueve y diecisiete de la mañana y la casa estaba pesada". 

## Concepto y ejecución
Emulando la novela On the Road de Jack Kerouac, Ross Goodwin viajó de Nueva York a Nueva Orleans en marzo de 2017  con tres sensores, que proporcionaban información del mundo real; una cámara de vigilancia montada en el maletero,  enfocada en el paisaje que pasa; un micrófono, que capta conversaciones dentro del coche, y además el Sistema de Posicionamiento Global (GPS), que rastrea la ubicación del coche. 
Las entradas de estas fuentes, y la hora proporcionada por el reloj interno de la computadora,  se introdujeron en una red neuronal recurrente de memoria a corto plazo,  que a su vez generó oraciones en rollos de papel de recibo . 
El coche era un Cadillac; Goodwin explicó más tarde que quería un automóvil "autorizado" (y no pudo conseguir un Crown Vic ) y le preocupaba que la gente pudiera pensar que era un terrorista si veían el automóvil con sus componentes electrónicos y cables. Google pagó parte del coste, interesándose por el trabajo de Goodwin en la Universidad de Nueva York. Lo acompañaban otras cinco personas (incluidas su hermana y su prometida), y al Cadillac lo seguía un equipo de filmación que documentó el viaje de cuatro días; el documental fue dirigido por Lewis Rapkin. 

### Datos de entrenamiento
El conjunto de datos de entrenamiento incluyó una muestra de ficción,  que consta de tres corpus de texto diferentes, cada uno con alrededor de 20 millones de palabras: uno con poesía, uno con ciencia ficción y otro con escritura "sombría", en palabras de Goodwin. También había recibido un conjunto de datos de Foursquare ; La IA reconoció ubicaciones de Foursquare y les añadió comentarios. Las conversaciones captadas dentro del coche se representaron de forma mutada. Las ubicaciones proporcionadas por el GPS se publicaron palabra por palabra, para iniciar la redacción del día.
La novela se fue generando letra a letra.  Debido a la entrada continua del GPS y el reloj, la novela menciona a menudo la latitud, la longitud y la hora del día.  Se imprimió sin editar y, por lo tanto, está "entrecortado", según Goodwin; Se mantuvieron los errores tipográficos, ya que quería mostrar el texto "en su forma más cruda". 
Goodwin dijo que el objetivo principal de esta novela es revelar la forma en que las máquinas crean palabras: "En el futuro, cuando este texto se vuelva más sofisticado, será una advertencia. Si ves patrones como este, es posible que no haya sido escrito por un humano". 

## Reseñas
Thomas Hornigold, escribiendo para Singularity Hub, concluyó que la IA no es Jack Kerouac, pero que "se puede ver, en alguna línea extraña, el fantasma parpadeante de algo parecido a la conciencia, una comprensión más profunda".  Brian Merchant de The Atlantic leyó la novela completa de una sola vez. No podía reconocer una trama coherente o un arco narrativo, pero vio "mucha poesía pixelada en su heterogéneo conjunto de imágenes estadounidenses modernas". Y hay algunas líneas llamativas y memorables". 

## Biografía de Ross Goodwin
Ross Goodwin, ex escritor fantasma de la administración Obama y tecnólogo creativo,  ha utilizado a menudo redes neuronales para crear poesía y guiones. Sus trabajos notables incluyen el cortometraje Sunspring, protagonizado por Thomas Middleditch y dirigido por el colaborador frecuente de Goodwin, Oscar Sharp, y Word. Cámara, una cámara de fuelle de 1885 que emite poesía sobre cualquier cosa a la que apunta cuando se presiona el botón. Su tesis de maestría en la Universidad de Nueva York fue un proyecto llamado "Realidad Narrada", para el cual caminó por la ciudad con una mochila que contenía una brújula, un reloj perforador y una cámara; Los datos de estos dispositivos se introdujeron en una red neuronal LSTM cuyo resultado era "poesía asociativa extraña". Un año después de 1 the Road, Google lo contrató para trabajar con su proyecto Artists and Machine Intelligence . 

## Citas
- "Todo el tiempo el sol / sale de un suelo oscuro y brillante".
- "Era un minuto después de la medianoche. Pero él fue el único que tuvo que sentarse en el camino de regreso. Era un minuto después de medianoche y el viento todavía soplaba sobre el mostrador y el pequeño trozo de paja todavía estaba quieto y la calle estaba abierta".